# Juvaincourt
Juvaincourt é uma comuna francesa na região administrativa do Grande Leste, no departamento de Vosges. Estende-se por uma área de 8.82 km². Em 2010 a comuna tinha 186 habitantes (densidade: 21,1 hab./km²).